# Knotting and Souldrop
Knotting and Souldrop est une paroisse civile du Bedfordshire, en Angleterre.
Sa population était de 238 habitants en 2011.